# Scott Columbus
Walter Scott Columbus (10 november 1956 - 4 april 2011), was de drummer van de heavymetalband Manowar. Hij speelde sinds het album Into Glory Ride bij de band maar werkte in verband met ziekte van zijn zoon niet mee aan het album The Triumph of Steel. Toen hij wist dat zijn zoon aan de betere hand was kwam hij terug bij de band. Columbus drumde opvallend hard, waardoor hij vroeger normale drumsets kapot sloeg en er voor hem speciale gemaakt moesten worden. Deze hebben dan ook de bijnaam: "Drums of Doom", naar het nummer op het album Fighting the world uit 1987.
- International Standard Name Identifier: 0000 0000 5851 3328
- MusicBrainz: b001c2f8-76ab-491a-b2d6-c0e93e0da6e1
- Nationale Bibliotheek van Tsjechië: xx0093576
- Virtual International Authority File: 85926391